# Misha Cross
Misha Cross (née le 27 novembre 1989) est une actrice pornographique polonaise.

## Récompenses
| Année | Événement   | Catégorie                                                                                           | Résultat   | Film                                                  |
| ----- | ----------- | --------------------------------------------------------------------------------------------------- | ---------- | ----------------------------------------------------- |
| 2015  | AVN         | Best Double Penetration Sex Scene                                                                   |            | Misha Cross Wide Open (avec Mick Blue)                |
| 2015  | AVN         | Best New Starlet                                                                                    |            |                                                       |
| 2015  | AVN         | Best Oral Sex Scene                                                                                 |            | Misha Cross Wide Open                                 |
| 2015  | AVN         | Best Three-Way Sex Scene—G/G/B                                                                      |            | Fluid 2 (avec Manuel Ferrara)                         |
| 2015  | XBIZ        | Best Scene—All-Girl                                                                                 | Lauréat    | Misha Cross Wide Open (avec Kayden Kross)             |
| 2015  | XBIZ        | Best Scene—Non-Feature Release                                                                      | Nomination | Misha Cross Wide Open (avec Mick Blue et Ramón Nomar) |
| 2015  | XBIZ        | Meilleure actrice étrangère de l'année                                                              | Lauréat    |                                                       |
| 2016  | AVN         | Performeuse étrangère de l'année (Female Foreign Performer of the Year)                             | Lauréat    |                                                       |
| 2017  | AVN         | Performeuse étrangère de l'année (Female Foreign Performer of the Year)                             | Lauréat    |                                                       |
| 2018  | AVN Awards  | Performeuse étrangère de l'année (Female Foreign Performer of the Year)                             | Nomination | –                                                     |
| 2018  | AVN Awards  | Meilleure scène de sexe dans une production étrangère (Best Sex Scene in a Foreign-Shot Production) | Nomination | Infernal (scène avec Nick Moreno)                     |
| 2018  | XBIZ Awards | Performeuse étrangère de l'année (Female Foreign Performer of the Year)                             | Nomination | –                                                     |